# WKS Kowel
WKS Kowel (pełna nazwa: Wojskowy Klub Sportowy Kowel) – polski klub piłkarski z siedzibą w Kowlu na Wołyniu. Klub został rozwiązany.

## Historia
W pierwszym sezonie rozgrywek Lubelskiego Związku Piłki Nożnej (1922) WKS przystąpił do Klasy B. W 1923 wraz z Lublinianką i WKS-em Zamość wywalczył awans do Klasy A. W 1924 był najbliżej awansu do finałów Mistrzostw Polski, kończąc rozgrywki Klasy A na drugim miejscu, tuż za Lublinianką. Był wówczas też najwyżej notowanym klubem Wołynia. W kolejnych latach pozostawał jednym z najsilniejszych klubów regionu obok zespołów z Równego (Hallerczyka i Sokoła) oraz był jedynym klubem piłkarskim, działającym w Kowlu. W 1930 rozegrał pierwsze historyczne derby Kowla w Klasie A przeciwko Sokołowi Kowel.

## Poszczególne sezony
Pozycje ligowe WKS-u z sezonów 1922-1931:
| Sezon | Rozgrywki ligowe | Rozgrywki ligowe                       | Rozgrywki ligowe | Uwagi                                                                  |
| Sezon | Liga             | Liga                                   | Miejsce          | Uwagi                                                                  |
| ----- | ---------------- | -------------------------------------- | ---------------- | ---------------------------------------------------------------------- |
| 1922  | III              | Klasa B (Lubelski OZPN)                | 2/7              |                                                                        |
| 1923  | III              | Klasa B (Lubelski OZPN)                | 2/6              |                                                                        |
| 1924  | II               | Klasa A (Lubelski OZPN)                | 2/5              | Najwyżej notowany klub z Wołynia.                                      |
| 1925  | nie rozgrywano   | nie rozgrywano                         | nie rozgrywano   | nie rozgrywano                                                         |
| 1926  | II               | Klasa A (Lubelski OZPN)                | 4/6              |                                                                        |
| 1927  | II               | Klasa A (Lubelski OZPN)                | 6/7              |                                                                        |
| 1928  | II               | Klasa A (Lwowski OZPN, podokręg Wołyń) | 3/4              |                                                                        |
| 1929  | II               | Klasa A (Lwowski OZPN, podokręg Wołyń) | 1/5              | Najwyżej notowany klub z Wołynia.                                      |
| 1930  | II               | Klasa A (Wołyński OZPN)                | 5/6              | Pierwsze derby Kowla pomiędzy WKS-em a Sokołem w polskich rozgrywkach. |
| 1931  | II               | Klasa A (Wołyński OZPN)                | 7/7              |                                                                        |